# Дискин, Бен
Бенджамин Исаак Дискин (англ. Benjamin Isaac Diskin; род. 25 августа 1982) — американский актёр.

## Биография
Дискин родился 25 августа 1982 года в Лос-Анджелесе, в еврейской семье. В 1991 году получил премию «Молодой актёр» за роль Сильвестра в сериале «Детсадовский полицейский». Он озвучивал Юджина в мультсериале «Эй, Арнольд!», Хана в «Аватаре: Легенде об Аанге», Эдди Брока в «Новых приключениях Человека-паука», Араши и Сая в аниме «Наруто», Эрика Спэрроу в играх Tony Hawk и других.
В июле 2019 года Бен Дискин был одним из почётных гостей на фурри-конвенте Anthrocon в Питтсбурге.

## Награды
| Год  | Награда               | Категория                                             | Проект                   | Результат | Пр.   |
| ---- | --------------------- | ----------------------------------------------------- | ------------------------ | --------- | ----- |
| 1991 | Молодой актёр         | Outstanding Young Ensemble Cast in a Motion Picture   | Детсадовский полицейский | Победа    | [ 2 ] |
| 2019 | Дневная премия «Эмми» | Outstanding Performer in a Preschool Animated Program | Мини-Маппеты             | Победа    | [ 4 ] |